# 林熊光
林熊光（1897年4月8日—1971年3月31日），字朗庵，號磊斋，臺灣書畫收藏家、板橋林家成員「益記」林爾康之螟蛉子，排行第五，上有2兄2姐，為林熊徵、林熊祥之弟。

## 生平
清光緒21年（1895年）乙未割臺，當時臺灣局勢未明，板橋林家暫時將家業重心移往廈門。兩年後，林熊光生於廈門鼓浪嶼，幼年就讀於日本皇家學校學習院，高等科畢業後轉入東京帝國大學，1923年自該校經濟部商業科畢業。大學畢業後返臺投身實業界，成立「朝日興業株式會社」並擔任該社社長。1925年，由大成火災海上保險株式會社監察人改任常務取締役（常務董事），後被推任取締役社長（董事長）。曾連任三屆臺北州協議會議員，與族叔林柏壽、族弟林履信共組「如水社」設置「學術時事研究部」與「社會事業部」供社會人士進修，該組織曾短暫設置夏季夜間大學。1930年，朝日興業株式會社在東京設立事務所，林熊光從此定居日本內地。1945年日本投降後，林熊光返回臺灣，從事文物收藏。1971年3月31日，林熊光在日本去世，年74歲。四年後，妻石原文子卒於2月27日，同樣享壽74，兩人合葬於東京都文京區本駒込吉祥寺，並由日本書家西川寧書寫墓碑，爾後依照習俗分骨於臺北縣土城鄉（今新北市土城區）林本源家族墓園。

## 志趣
林熊光雅好古董字畫且具備極高的鑑賞、蒐藏能力，其著名代表收藏包括趙伯駒〈海天落照圖〉、金李平甫〈江鄉落照圖〉、明王履〈漁村夕照圖〉、明李日華〈夕照歸鴉圖〉等四作，將典藏該四幅字畫的收藏室取名為「四照堂」；嗣後又取得宋徐熙〈蟬蝶圖〉、米友仁〈江上圖〉、李公麟〈春讌圖〉、燕文貴〈夏山行旅圖〉之真跡，將四照堂易名為「寶宋室」，並著有《寶宋室筆記》。林熊光也收藏古籍，曾舉辦古書陳列會及板橋林家幕友呂世宜、謝琯樵、葉化成三人之書畫展覽會共109件。

## 家庭
长兄林熊徵為盛宣懷之婿，歷任汉冶萍公司董事、華南銀行总理等职，曾為臺灣首富；次兄林熊祥娶舅父陳寶琛四女陳師桓為妻，留日後返臺經商，擅書法；長姐林慕安嫁兩江總督沈葆桢之孙、貴州巡撫沈瑜慶之子沈成棟；二姐林慕兰嫁嚴復三子嚴琥。
林熊光留日時結識妻子石原文子，為東京士族石原保太郎次女，雅好文藝、音樂、花道、茶道，兩人於大正七年（1918年）結婚，在臺北御成町建築新宅邸，育有三子一女，分別為長子林晃、次子林昂、三子林易、長女林曜子。

## 外部連結
- 林熊光 - 臺灣記憶- 國家圖書館
- 陳令洋：用圖錄編輯家族的故事──林熊光《呂世宜、謝琯樵、葉化成三先生遺墨》 （页面存档备份，存于）